# Magda Donato
Magda Donato, seudónimo de Carmen Eva Nelken Mansberger (Madrid, 6 de febrero de 1898-Ciudad de México, 3 de noviembre de 1966), fue una periodista, dramaturga, narradora, actriz y activista feminista española que tuvo que exiliarse en México tras la guerra civil española. Era hermana de la escritora y política Margarita Nelken.

## Biografía
Carmen Eva Nelken Mansberger nació el 6 de febrero de 1898 en Madrid, España, en el seno de una familia de comerciantes de ascendencia judeo-alemana. Su padre era un joyero español, y su madre, nacida en Francia, era hija de un relojero que, en 1889, había ido a Madrid a trabajar como relojero de palacio y, además, poseyó una relojería y joyería en la Puerta del Sol, nº 15. Su rica familia le proporcionó una esmerada educación superior, poco común para las mujeres en ese momento.

## Trayectoria
En 1917, con diecinueve años, Carmen Eva Nelken Mansberger comenzó a escribir en el periódico El Imparcial, diario de la familia Gasset, siendo responsable de la sección "Femeninas" y escribiendo las columnas. Estos primeros artículos, desde enero de 1917 hasta junio de 1918, dedicados la moda inicialmente, fueron evolucionando hacia otras temáticas más amplias y de interés para las mujeres. En 1920 comenzó su colaboración con España, una de las revistas culturales con mayor prestigio del momento, en la que publicaba su columna sobre el feminismo. Más tarde en otros periódicos madrileños y revistas culturales como Estampa, El Liberal, La Tribuna, Heraldo de Madrid, Informaciones y Blanco y Negro. Firmaba sus artículos como «Magda Donato», para autoafirmarse frente a su hermana mayor, Margarita Nelken.

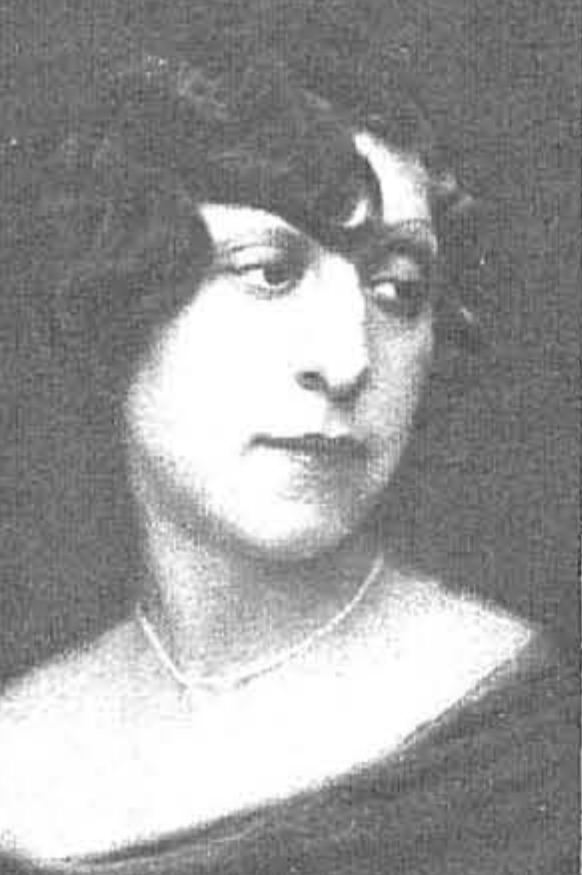
Retrato de Magda Donato

Donato fue una mujer que se salió del estereotipo femenino marcado para las mujeres de la España de las primeras décadas del siglo, limitado y centrado en lo doméstico por tradición social. Fue progresista y feminista, analizando el papel reservado a las mujeres en la sociedad, el trabajo, la emancipación, etc. Era socia de la Unión Mujeres de España, organización dirigida por María de la O Lejárraga que se orientaba hacia el socialismo, y era crítica con el feminismo defendido por la Asociación Nacional de Mujeres Españolas, liderado por María Espinosa de los Monteros, por considerarlo moderado y católico. 

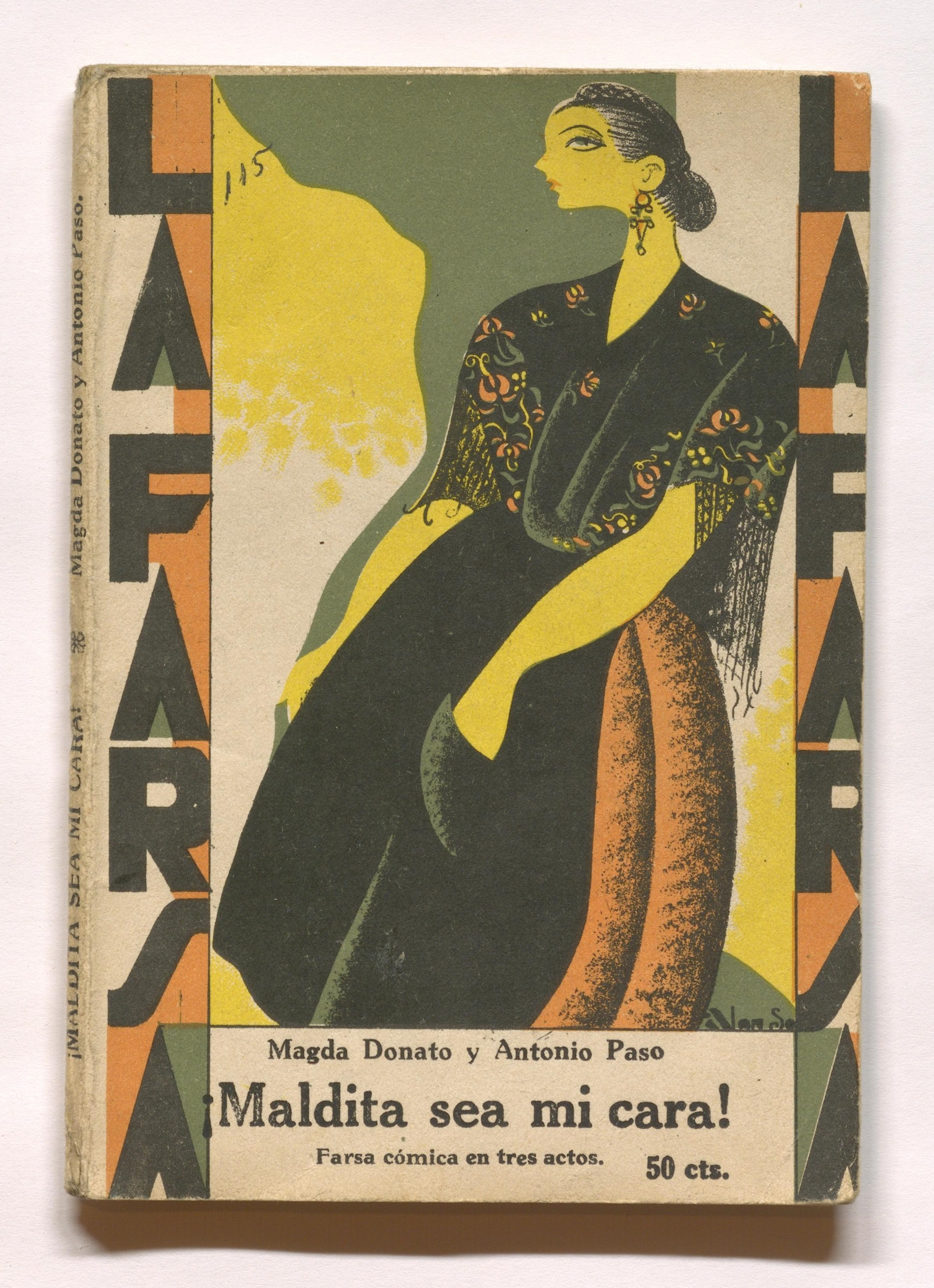
Portada de ¡Maldita sea mi cara! de Magda Donato y Antonio Paso (1929)

En 1939 se vio obligada a salir al exilio por la guerra civil española, fue a Francia, y en noviembre de 1941 llegó a México, donde inició su carrera como actriz en el grupo Les comediéns de France. Escribió junto a su pareja Salvador Bartolozzi obras de teatro para la juventud como Pinocho en el país de los cuentos o Las aventuras de Cucuruchito y Pinocho, estrenadas en México durante la década de 1940. Algunas de sus películas más conocidas fueron La liga de las muchachas (1949), Curvas peligrosas (1950), El amor no es negocio (1949) y Caperucita y Pulgarcito contra los monstruos (1960). Su labor como actriz sería reconocida en 1960 con el premio a la mejor actriz concedido por la Agrupación de Críticos de Teatro.
Tras su muerte el 3 de noviembre de 1966 en la Ciudad de México, Mada Carreño, su amiga y albacea, coordinó el Premio Magda Donato con el fin de reconocer y premiar la mejor obra escrita del año, premio que fue administrado por la Asociación Nacional de Directores y Actores (ANDA) hasta su desaparición en 1973.

## Filmografía
- La liga de las muchachas (1950)
- La tijera de oro (1958)
- Caperucita y Pulgarcito contra los monstruos (1960)